# Епархия Фернса
Епархия Фернса (лат. Dioecesis Fernensis, ирл. Deoise Fhearna) — диоцез Римско-католической церкви, в составе митрополии Дублина в Ирландии.
По состоянию на 2016 год клир епархии насчитывает 116 священников (105 епархиальных и 11 монашествующих). С 2006 года епископом является Денис Бреннан.
Кафедральный собор — храм Святого Айдана в Эннискорти.

## Территория
Престол охватывает бо́льшую часть графства Уэксфорд и частично графства Карлоу и Уиклоу. Главные города — Эннискорти, Гори, Нью-Росс и Уэксфорд.

## История
Ирландский историк и композитор У. Г. Граттан Флуд в своей работе по истории епархии Фернса писал следующее:

Престол Фернса был образован ещё в 598 году, а святой Айдан стал первым епископом. За время его епископства было основано тридцать церквей и многочисленные монастыри. Святые Ибар, Аббан, Брендан и Сенан также многое сделали для епархии. Святой Айдан умер 31 января 630 года, оставив о себе благостную память, и его епископский престол был известен как Fearna-mor-Moedhoc.
Оригинальный текст (англ.)It is a far cry back to the year 598, when the See of Ferns was established, with St. Aedan (Mo-Aedh-og or Mogue) as first Bishop. During his episcopate thirty churches and numerous monasteries were founded. St. Ibar, St. Abban, St. Brendan, and St. Senan were also early labourers in the diocese. St. Aedan died on January 31, 630, leaving a fragrant memory behind him, and his episcopal See was known as Fearna-mor-Moedhoc.

### Скандал
Опубликованный в октябре 2005 года отчёт полицейского расследования в епархии Фернса показал высокий уровень сексуального насилия в епархии начиная с 1960-х годов. В отчёте резко критиковались бывшие епископы Ферса Донал Херлихи и Брендан Комиски за их неспособность должным образом справиться с обвинениями ряда священников в сексуальном насилии. Комиски подал в отставку 1 апреля 2002 года.

## Ординарии
Последние одиннадцать епископов Фернса:
- Патрик Райн (1814—1819)
- Джеймс Китиндж (1819—1849)
- Майлс Мерфи (1849—1856)
- Томас Фарлонг (1857—1875)
- Майкл Уоррен (1876—1884)
- Джеймс Браун[англ.] (1884—1917)
- Уильям Кодд (1917—1938)
- Джеймс Стонтон (1938—1963)
- Донал Херлихи[англ.] (1964—1983)
- Брендан Комиски[англ.] (1984—2002)
- Денис Бреннан[англ.] (с 2006)